# Great Horton
Great Horton – dzielnica miasta Bradford, w Anglii, w West Yorkshire, w dystrykcie metropolitalnym Bradford. W 2011 roku dzielnica liczyła 17 683 mieszkańców.